# Sailosi Tagicakibau
Sailosi Tagicakibau (ur. 14 listopada 1982 r. w Wellington w Nowej Zelandii) – rugbysta, reprezentant Samoa, uczestnik Pucharu Świata w 2003 i 2007 roku. Obecnie występuje w angielskim klubie London Irish.

## Kariera klubowa
Grę w rugby rozpoczynał od Wesley College w Auckland, do którego uczęszczał również Jonah Lomu. Pierwszym klubem Tagicakibau był nowozelandzki zespół regionalny Counties Manukau występujący w drugiej lidze. Po roku Sailosi przeniósł się do występującego w najwyższej klasie rozgrywkowej zespołu z Taranaki. Dodatkowo w sezonie 2005 Samoańczyk był częścią występującej w Super 12 drużyny Chiefs. W 2006 roku Tagicakibau opuścił Nową Zelandię i  przeniósł się do ligi angielskiej. Tam znalazł zatrudnienie w londyńskim klubie London Irish. W swoim debiutanckim sezonie razem z Irish wystąpił w finale Europejskiego Challenge Cup, gdzie musiał uznać wyższość Gloucester Rugby. W kolejnych sezonach londyńczycy, w tym Sailosi, występowali w Pucharze Heinekena. W klubie ze stolicy Anglii razem z Topsy Ojo i Delonem Armitage tworzy niezwykle groźną formację ataku.

## Kariera reprezentacyjna
Urodzony w nowozelandzkim Auckland Tagicakibau jest najstarszym z pięciorga dzieci Fidżyjczyka i Samoanki. W 2003 roku, mając za sobą jedynie występy w drugoligowym klubie z Manukau zadebiutował w ekipie Samoa w rugby 7. Jeszcze w tym samym roku dostał powołanie do reprezentacji Manu Samoa w odmianie piętnastoosobowej. Zadebiutował tam 12 lipca 2003 w spotkaniu przeciw Namibii. Niedługo później uzyskał powołanie na finały Pucharu Świata, gdzie wystąpił w czterech meczach, zdobywając przyłożenia w spotkaniach z Urugwajem i Gruzją.
Kolejne lata w reprezentacyjnej karierze Sailosiego nie były zbyt udane - w latach 2004–2005 zagrał łącznie w sześciu spotkaniach, w których zdobył pięć punktów. W roku 2006 zadebiutował w barwach Pacific Islanders - mieszanej drużyny z Wysp Pacyfiku - porażka z Walią na Millennium Stadium była jedynym występem Samoańczyka na arenie międzynarodowej w tym roku. Rok 2007 był rokiem Pucharu Świata we Francji. Tam Tagicakibau zagrał w barwach Manu Samoa przeciw Tonga. W kolejnym roku Sailosi ponownie wystąpił dla Islanders, a w 2009 roku znalazł się w kadrze Samoa na Puchar Narodów Pacyfiku.

## Varia
- Brat Sailosiego, Michael, również jest skrzydłowym - reprezentuje Fidżi i klub Saracens.